# Морозово (Островский район)
Морозово — деревня в Горайской волости Островского района Псковской области.
Расположена на левом берегу реки Синяя, в 33 км к югу от города Остров и в 16 км к юго-западу от волостного центра, деревни Крюки.
Постоянное население по состоянию на 2000 год в деревне отсутствовало.
До 3 июня 2010 года деревня входила в состав ныне упразднённой Синерецкой волости с центром в д.Гривы.